# K3 Roller Skater
K3 Roller Skater sont des montagnes russes junior du parc Plopsaland, situé à La Panne, dans la Province de Flandre-Occidentale, en Belgique. Inaugurée en 1991 sous la période Meli Park, l'attraction est le premier Junior Coaster tous modèles confondus du constructeur Vekoma.

## Description

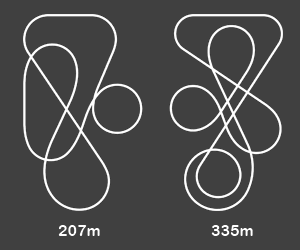
Parcours de 207 mètres et 335 mètres, modèle Vekoma Junior Coaster.

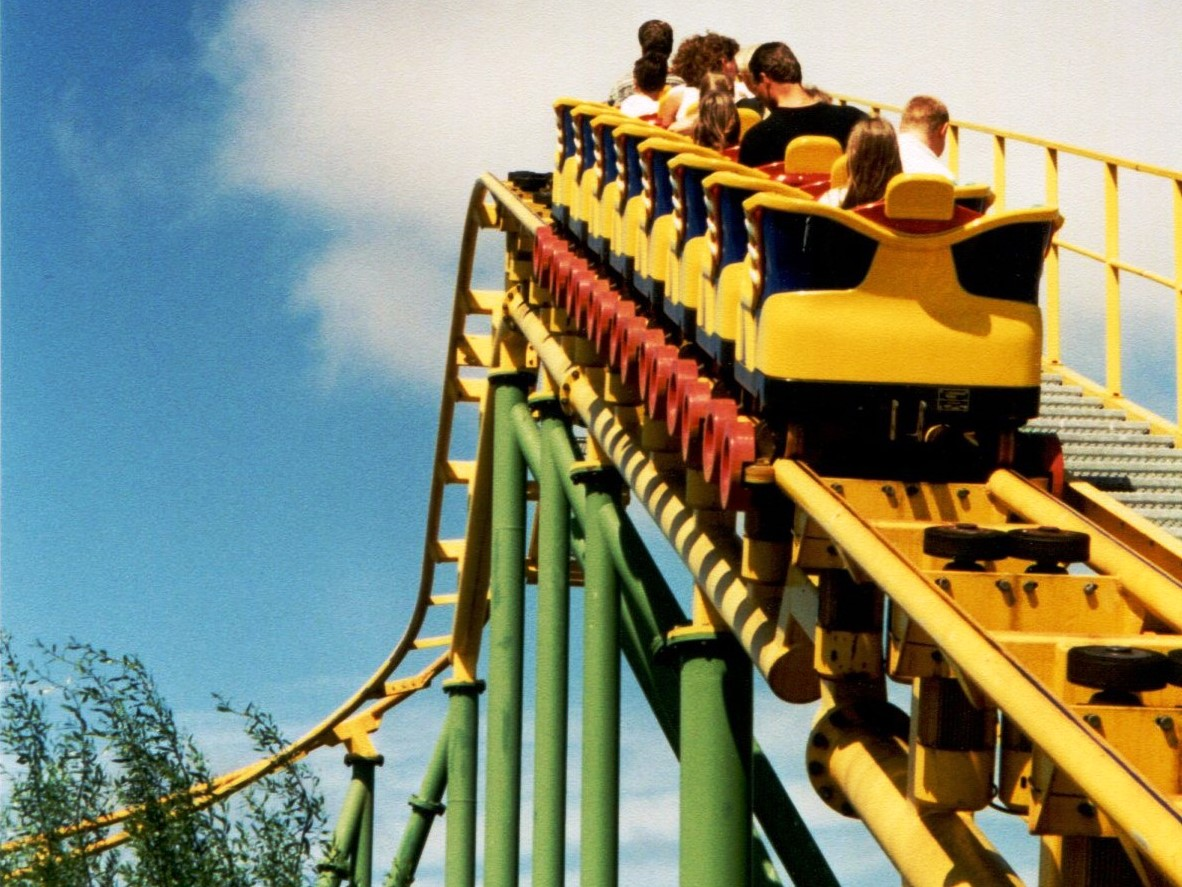
Aspect premier des trains.

Un seul train évolue sur le parcours. Celui-ci, propulsé par des lift à pneus, est composé de huit wagons de deux places sécurisés par des Lap bar pour un total de seize passagers.
L'attraction a ouvert en 1991, quand le parc s'appelait encore Meli Park. 

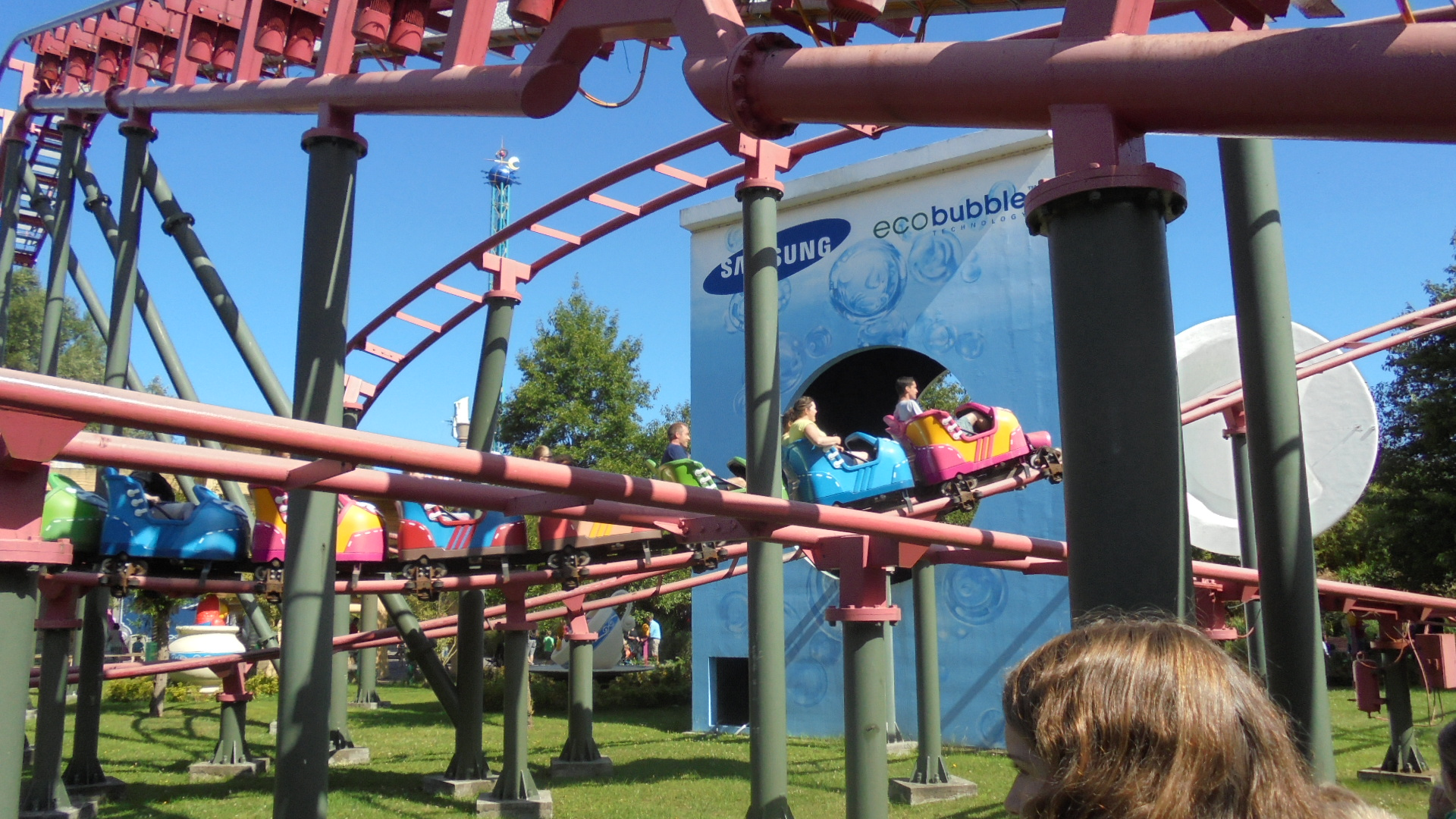
Rollerskater en 2015

En 2008, des éléments de décorations inspirés de l'univers des souris Wizzy & Woppy sont ajoutés. Les décors surdimensionnés mettaient le visiteur à l'échelle des deux personnages. La gare est ornée d'un décor d'étagère géante agrémentée d'un balai, de chaussures, de bouteilles, etc. À bord des véhicules, les passagers traversaient une machine à laver qui humidifie le convoi. Le restaurant attenant à l'attraction, le fourneau de Wizzy, présentait le même décorum géant avec une immense table dressée pour le repas et un four. 
De nombreux ajouts décoratifs ont marqué l'attraction. Le fourneau de Wizzy ouvre le 31 mars 2001. La coque des trains a d'abord l'aspect de patins à roulettes jaunes et bleus pour est ensuite changer en retirant les roues décoratives et en peignant les coques en quatre teintes différentes. La couleur d'origine du circuit est jaune, elle est modifiée en 2006 pour devenir rouge. La même année est installée la machine à laver. En 2008, la petite gare est remplacée par une plus haute imitant une étagère. En 2013, quelques éléments décoratifs des attractions La course de Victor et Kathy cherche le petit canard prennent place aux abords de Rollerskater car ces deux attractions changent de thème et n'ont donc plus de rapport avec la zone Wizzy & Woppy.
En 2018, il est annoncé que l'attraction serait renommée K3 Roller Skater et que la décoration serait modifiée pour correspondre à l'univers de la série télévisée K3. Les décors sont modifiés comme la machine à laver qui devient un ampli, certains éléments sont supprimés et d'autres viennent s'ajouter comme un gros patin à roulettes, une poupée et des gâteaux. Les trains en forme de patins à roulette sont conservés, mais ils sont repeints. La nouvelle version de l'attraction ouvre en mai 2019. 
Deux autres montagnes russes de type Junior Coaster (335m) possèdent un thème patins à roulettes, il s'agit de Bushwhacker à Ratanga Junction en Afrique du Sud et de Junior Coaster à Geroland en Égypte.